# Tmetomorpha bitias
Tmetomorpha bitias är en fjärilsart som beskrevs av Druce 1892. Tmetomorpha bitias ingår i släktet Tmetomorpha och familjen mätare. Inga underarter finns listade i Catalogue of Life.